# Вікторув (Воломінський повіт)
Вікторув (пол. Wiktorów) — село в Польщі, у гміні Радзимін Воломінського повіту Мазовецького воєводства.
Населення — 127 осіб (2011).
У 1975-1998 роках село належало до Варшавського воєводства.

## Демографія
Демографічна структура станом на 31 березня 2011 року:
|          | Загалом | Допрацездатний вік | Працездатний вік | Постпрацездатний вік |
| -------- | ------- | ------------------ | ---------------- | -------------------- |
| Чоловіки | 73      | 20                 | 49               | 4                    |
| Жінки    | 54      | 6                  | 38               | 10                   |
| Разом    | 127     | 26                 | 87               | 14                   |